# Dopádromo
Dopádromo es el tercer álbum de estudio de la banda argentina Babasónicos. Es considerado el disco más experimental de la banda, exhibiendo un collage de diferentes estilos, canciones psicodélicas, instrumentales, rock pesado y hasta un bossa nova.
El diccionario babasónico (que en alguna oportunidad la banda insinuó editar), se multiplica en este tercer disco en canciones como “Gronchótica”, “Cybernecia”, “Coyarama”, “Calmática”, lo que implicó un nuevo e importante paso en la imposición de un estilo tan particular como interesante. En su temática, pero también por su sonido, el trabajo de Andrew Weiss (productor de Ween) en la coproducción, le dio un poco más de profesionalismo al sonido de la banda. Colaboración que perduró hasta mediados de la década de los 90.

## Lista de canciones
| N.º | Título                                | Escritor(es)                                      | Duración |  |
| 1.  | «Zumba»                               | A. Rodríguez, G. Manelli                          | 3:44     |  |
| 2.  | «El Médium»                           | A. Rodríguez, G. Manelli, D. Rodríguez            | 2:55     |  |
| 3.  | «Cybernecia»                          | A. Rodríguez, G. Manelli                          | 4:47     |  |
| 4.  | «Safari Vixen»                        | D. Tuñón, W. Kebleris                             | 2:28     |  |
| 5.  | «¡Viva Satana!»                       | A. Rodríguez, G. Manelli                          | 3:53     |  |
| 6.  | «Perfume casino»                      | A. Rodríguez, D. Tuñón, W. Kebleris               | 4:21     |  |
| 7.  | «Calmática»                           | A. Rodríguez, D. Rodríguez                        | 4:57     |  |
| 8.  | «Coyarama»                            | D. Rodríguez, A. Rodríguez, D. Tuñón, W. Kebleris | 6:08     |  |
| 9.  | «Su majestad»                         | A. Rodríguez, M. Domínguez                        | 5:07     |  |
| 10. | «Pesadilla biónica del perro biónico» | W. Kebleris                                       | 5:04     |  |
| 11. | «Gronchótica»                         | D. Tuñon, A. Rodríguez                            | 3:35     |  |
| 12. | «Su ciervo»                           | A. Rodríguez, M. Domínguez                        | 4:16     |  |

## Músicos
- Adrián Dárgelos: Voz.
- Mariano Roger: Guitarra/coros/voz en “Coyarama”.
- Diego Rodríguez: Guitarra/percusión/trompeta en “El Médium”/coros.
- Diego Tuñón: teclados/coros/voz en “Coyarama”.
- Gabo Manelli - bajo.
- Diego "Panza" Castellano: Batería.
- DJ Peggyn: Samplers.

## Personal
- Producción: Babasónicos.
- Coproducción, grabación y mezcla: Andrew Weiss.
- Técnico de grabación y mezcla: Elías Córdoba.
- Masterizado en Masterdisc or Howie Weinberg.
- Diseño: Luciano Esther Lapa.
- Fotos: Babasónicos.
- Arreglos de cuerdas: Samuel Abadi.